# Zero She Flies
| Recensione              | Giudizio |
| ----------------------- | -------- |
| AllMusic                |          |
| Dizionario del Pop-Rock |          |

Zero She Flies è il terzo album del cantautore folk britannico Al Stewart, pubblicato dalla CBS Records nel marzo del 1970.

## Disco
My Enemies Have Sweet Voices è una poesia di Pete Morgan musicata da Al Stewart
Burbling e Room of Roots sono strumentali per sola chitarra.
Manuscript è la prima canzone di argomento storico scritta da Stewart.
Nelle note di copertina il musicista scozzese ringrazia un considerevole numero di persone: musicisti (tra i quali Judy Collins, Joni Mitchell, Lonnie Donegan, Bob Dylan), scrittori (John Ronald Reuel Tolkien, Jean Paul Sartre), personaggi storici (come Nostradamus e il Principe Louis di Battenberg) e amici.

## Tracce
LP (1970, CBS, S 63848)
Lato A
Testi e musiche di Al Stewart, eccetto dove indicato.
1. My Enemies Have Sweet Voices – 5:12 (Al Stewart, Peter Morgan)
2. A Small Fruit Song – 2:01
3. Gethsemane, Again – 5:27
4. Burbling – 3:22
5. Electric Los Angeles Sunset – 3:48

Lato B
Testi e musiche di Al Stewart.
1. Manuscript – 4:49
2. Black Hill – 1:25
3. Anna – 1:49
4. Room of Roots – 3:53
5. Zero She Flies – 5:21

- Durata tracce ricavata dalla pubblicazione tedesca della RCA Records, NL 70 874

CD (2007, Collectors' Choice Music, CCM-767)
Testi e musiche di Al Stewart, eccetto dove indicato.
1. My Enemies Have Sweet Voices – 5:12 (Al Stewart, Peter Morgan)
2. A Small Fruit Song – 2:00
3. Gethsemane, Again – 5:25
4. Burbling – 3:19
5. Electric Los Angeles Sunset – 3:46
6. Manuscript – 4:45
7. Black Hill – 1:20
8. Anna – 1:47
9. Room of Roots – 3:52
10. Zero She Flies – 5:31
11. Stormy Night – 3:28 – Traccia bonus
12. News from Spain – 6:02 – Traccia bonus
13. Lyke-Wake Dirge – 4:22 (Tradizionale) – Traccia bonus

## Musicisti
- Al Stewart – voce, chitarra
- Trevor Lucas (ruolo non accreditato)
- George Hultgren (ruolo non accreditato)
- Mike Woods (ruolo non accreditato)
- Larry Steele (ruolo non accreditato)
- Tim Hinkley (ruolo non accreditato)
- Duffy Power (ruolo non accreditato)
- Louis Cennamo (ruolo non accreditato)
- Peter Gavin (ruolo non accreditato)

### Produzione
- Roy Guest – produzione
- Registrazioni effettuate al Sound Techniques Studios di Londra (Inghilterra)
- Jerry Boys – ingegnere delle registrazioni
- John Hays – design copertina album originale
- Sophie Litchfield – foto copertina album originale [4]

## Successo commerciale
Album
| Anno | Classifica      | Posizione massima |
| ---- | --------------- | ----------------- |
| 1970 | Official Charts | 40                |